# Kingston (Nowy Jork)
Kingston – miasto (city), ośrodek administracyjny hrabstwa Ulster, w południowo-wschodniej części stanu Nowy Jork, w Stanach Zjednoczonych, położone na zachodnim brzegu rzeki Hudson, nad ujściem rzeki Rondout Creek. W 2013 roku miasto liczyło 23 731 mieszkańców. 
W 1615 roku otworzona została tutaj placówka handlowa, zajmująca się handlem futrami. W 1652 roku Holendrzy założyli pierwszą stałą osadę, nazwaną Esopus. W 1658 roku osada została ufortyfikowana, a w 1661 roku przemianowana na Wiltwyck. Po przejęciu przez Anglików, w 1669 roku gubernator Francis Lovelace zmienił nazwę miejscowości na Kingston, od Kingston Lisle w Anglii, skąd pochodził. W latach 1673–1674 tymczasową kontrolę nad miastem odzyskali Holendrzy.
W 1777 roku Kingston stał się pierwszą stolicą stanu Nowy Jork, w mieście przyjęto konstytucję tego stanu. 16 października 1777 roku, podczas rewolucji amerykańskiej, Kingston został spalony przez wojska brytyjskie. W 1805 roku nastąpiło ponowne oficjalne założenie miejscowości, a w 1872 roku Kingston uzyskał prawa miejskie.
Miejscowość rozwinęła się po wybudowaniu kanału Delaware and Hudson Canal w 1828 roku, którym transportowano węgiel z kopalni w Pensylwanii oraz po dotarciu kolei w latach 60. XIX wieku. W mieście rozwinęło się szkutnictwo, wydobycie wapienia oraz produkcja cementu. Obecnie w lokalnej gospodarce istotną rolę odgrywa przemysł maszynowy i sadownictwo. Kingston stanowi także bazę turystyczną dla pobliskich gór Catskill.
Przez miasto przebiega autostrada międzystanowa nr 87.